# Troodon
Troodon er en slægt af relativt små, fuglelignende dinosaurer kendt fra den campanske tidsalder i den sene kridtperiode (ca. 77 millioner år siden) og tilhørende underordenen Theropoda, som omfatter overvejende kødædende dinosaurer. Slægten omfatter mindst én art, Troodon formosus, kendt fra Montana, USA.

## Etymologi
Slægtsnavnet Troodon er græsk for "sårende tand". Navnet refererer til tænderne, som var forskellige fra de fleste andre theropoder kendt på tidspunktet for deres opdagelse. Tænderne bærer fremtrædende, apikalt orienterede takker. Disse "sårende" savtakker minder imidlertid morfologisk mere om planteædende krybdyrs og antyder en muligvis altædende diæt.

## Tidlig historie
En enkelt tand af T. formosus blev fundet af F. V. Hayden i oktober 1855 i eroderede sedimenter (engelsk: badlands) langs Judith River i Montana. Typeeksemplaret af Troodon blev beskrevet af Joseph Leidy udelukkende på grundlag af tanden, hvilket siden hen har givet problemer med klassificeringen af arten. Den var blandt de første dinosaurer, der blev fundet i Nordamerika, selvom den blev antaget for at være et reptil indtil 1877, hvor E. D. Cope placerede den som en dinosaur i gruppen Goniopoda, et tidligt navn for kødædende dinosaurer.

## Flere fund
Tidligere er fossile rester fra en lang række andre geologiske formationer blevet tilskrevet dinosaurer fra samme slægt som Judith-flodens Troodon. Det er nu anerkendt som usandsynligt, at disse fossiler, som kommer fra lokaliteter hundreder eller tusinder af kilometer fra hinanden, adskilt af millioner af år, alle repræsenterer en enkelt art eller slægt af troodont dinosaurer. Derfoir er det stadig usikkert, hvor mange arter af Troodon, der eksisterede.
Efterfølgende fund af fossiler, der blev beskrevet som hørende til Troodon, kom bl.a. fra den øvre Two Medicine-formation i Montana og Prince Creek-formationen i Alaska. Troodon-lignende tænder er også blevet fundet i den nedre Javelina-formation i Texas og i Ojo Alamo-formationen i New Mexico.

## Beskrivelse
Indtil for nylig var fossile fund af fossiler fra familien Troodontidae dårligt kendt. Imidlertid har vi i det 21. århundrede været vidne til opdagelsen af adskillige nye eksemplarer, ikke mindst efter fund i Kina af ekstremt velbevarede fossiler. Vi ved nu, at troodontider var beklædt med fjer, og blandt dinosaurer, der ikke var fugle, var de blandt de mindste, men samtidig dem med de største relative hjernestørrelser. Det er således blevet foreslået, at Troodon er blandt de nærmeste uddøde slægtninge til fugle. På et usædvanligt velbevaret fossil af troodontiden Anchiornis huxleyii kunne farven på fjerene bestemmes til at være grå og sort på kroppen med rødbrune pletter på hovedet.